# Old Shatterhand (film)
Old Shatterhand (titlul original: în germană Old Shatterhand) este un film western vest-germano–italo-francez, realizat în 1964 de regizorul Hugo Fregonese, 
după romanul omonim al scriitorului Karl May, protagoniști fiind actorii Lex Barker, Pierre Brice și Daliah Lavi.

## Distribuție
- Lex Barker – Old Shatterhand
- Pierre Brice – Winnetou
- Daliah Lavi – Paloma
- Guy Madison – căpitanul Bradley
- Ralph Wolter – Sam Hawkens
- Gustavo Rojo – caporalul Bush
- Rik Battaglia – Dixon
- Kitty Matern – Rosemary
- Charles Fawcett – generalul Taylor
- Mirco Ellis – Joe Burker
- Bill Ramsey – Timpe
- Nicol Popovic – șeriful Brandon
- Tom Putzgruber – Tom
- Jim Burke – colonelul Hunter